# Амбедкар-Наґар
Амбедкар-Наґар — округ у штаті Уттар-Прадеш, Індія. Площа округу становить 2520 км², а населення 2397888 осіб (станом на 2011). 

## Демографія
Із 2397888 мешканців округу 1212410 (50.6 %) становлять чоловіки та 1185478 (49.4 %) становлять жінки. В окрузі зареєстровано 368728 домогосподарств (із яких 11.8 % у містах та 88.2 % у селах). У містах проживає 280730 осіб (11.7 %), а в селах 2117158 осіб (88.3 %). Грамотними є 1486939 осіб (62.0 %), а неграмотними 910949 осіб (38.0 %). Грамотними є 69.8 % чоловіків та 54.0 % жінок.

## Міста
- Акбарпур
- Ашрафпур-Кічхаучха
- Баскхарі
- Бгіяон
- Бгулепур
- Гансвар
- Ілтіфатґандж
- Ілтіфатґандж-Базар
- Джалалпур
- Катарія
- Категрі
- Катокхар
- Маліпур
- Міджгаура
- Мокалпур
- Мусепур-Калан
- Раджешар'ярпур
- Раджесултанпур
- Танда